# Prova di estrazione
La prova di estrazione o prova pull out è un'indagine non distruttiva (PnD) di tipo meccanico che consente la valutare la qualità delle strutture in calcestruzzo armato in opera.
Nello specifico la prova consente una valutazione della resistenza media a compressione del calcestruzzo attraverso l'inserimento e la successiva estrazione di tasselli metallici ad espansione standardizzati.
Questa prova è molto veloce, ha un costo contenuto, apporta alla struttura un danno limitato, che comunque interessa la sola parte corticale, e garantisce una buona correlazione tra valori misurati e resistenza del materiale.
L'inserimento dei tasselli nella massa del calcestruzzo può essere effettuata nel calcestruzzo fresco, e perciò questi devono essere predisposti prima di effettuare il getto, o successivamente, a calcestruzzo indurito, realizzando un foro attraverso appositi macchinari.

## Procedura
Nel caso di strutture esistenti, la prova andrebbe preceduta da una scansione pacometrica al fine di evitare la presenza di ferri di armatura nell'area di indagine.
Con un apposito trapano si realizza nella membratura in calcestruzzo un foro svasato ad idonea distanza dai ferri d'armatura.
Una volta pulito il foro dalle polveri si inserisce il tassello e attraverso la battitura della sua testa si produce l'allargamento della parte radiale interna consentendo così una sua perfetta adesione alle pareti del foro.
Viene quindi applicato un martinetto oleodinamico che poggia su una superficie circolare.
Con il martinetto si mette in tiro il tassello fino alla sua estrazione a seguito della rottura per compressione - taglio di un cono di calcestruzzo.

## Correlazione forza di estrazione - resistenza del calcestruzzo
La forza necessaria all'estrazione del tassello standardizzato viene ricavata dalla lettura della pressione misurata dal martinetto.
La relazione che lega la forza di estrazione F e la resistenza del calcestruzzo Rc è del tipo:
Rc = F.A.B
dove i coefficienti A ( 4,4-4,5) e B (0,7) devono essere calibrati attraverso prove distruttive su carote di calcestruzzo.

In questa maniera si possono determinare le curve sperimentali di correlazione Rc - F.

Vanno eseguite almeno 3 estrazioni per ogni elemento strutturale utilizzando la media dei risultati ottenuti Rcm.

## Normativa di riferimento
- UNI EN 12504 -3 : prove non distruttive sulle strutture - determinazione della forza di estrazione
- UNI 10157: calcestruzzo indurito - determinazione della forza di estrazione mediante iserti post inseriti ad espansione geometrica e forzata